# 阿蘇杜伊
20°6′18″S 64°24′52″W / 20.10500°S 64.41444°W
阿蘇杜伊（西班牙語：Azurduy），是玻利維亞的城鎮，位於該國南部，處於皮科馬約河以東10公里，隶屬於丘基薩卡省阿苏杜伊县，并为该县的县府所在地，海拔高度2,490米，2012年人口1,229。